# Магический треугольник
Магический треугольник (также известный под именем периметровый магический треугольник) это такая расстановка целых чисел от 1 до  n на сторонах треугольника с одинаковым количеством чисел на каждой стороне (называемым порядком данного треугольника), что сумма чисел на каждой стороне постоянна и называется магической суммой треугольника. В отличие от магических квадратов, существуют разные магические суммы для магических треугольников одного и того же порядка. У любого магического треугольника есть комплементарный треугольник, который можно получить заменив каждое число x в треугольнике на 1 + n − x.

## Примеры

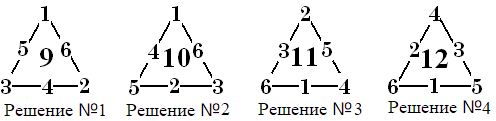
Магические треугольники порядка 3.

Магические треугольники порядка 3 являются самыми простыми (не считая тривиальные магические треугольники первого порядка).